# ليلى الشوا
ليلى رشاد الشوا (1940-2022) هي فنانة فلسطينية ولدت في مدينة غزة. وعُرضت أعمالها على النطاق الدولي ولها أعمال معروضة في أماكن عامة (مثل المتحف البريطاني) وفي مجموعات خاصة. أستخدمت صور في الكثير من أعمالها كقاعدة في طباعة الشاشة الحريرية. هي ابنة رشاد الشوا، عمدة غزة. وتوفيت ليلى الشوا في 24 أكتوبر / تشرين الأول عام 2022 في لندن.
بدأت الشوا ممارسة الرسم في السادسة من عمرها، وعندما التحقت بالجامعة، قررت دراسة العلوم السياسية. لم يشجعها صديق والدها على ذلك ونصحها بدراسة الفنون. درست في المعهد العالي للفنون الجميلة ليوناردو دافنشي في القاهرة ثم حصلت على منحة دراسية في إيطاليا. درست لمدة 6 سنوات في كلية الفنون الجميلة في روما. عملت بعد ذلك مفتشة للتربية الفنية في المدارس.
غادرت الشوا إلى لندن عام 1987 واستقرت فيها حتى آخر حياتها.
أقامت أول معارضها في بيروت في العام 1970، ومعرض تلاه في الكويت في العام 1972.
تعرض إحدى لوحاتها الزيتية «أيادي فاطمة» في المتحف البريطاني.